# Marie McCray

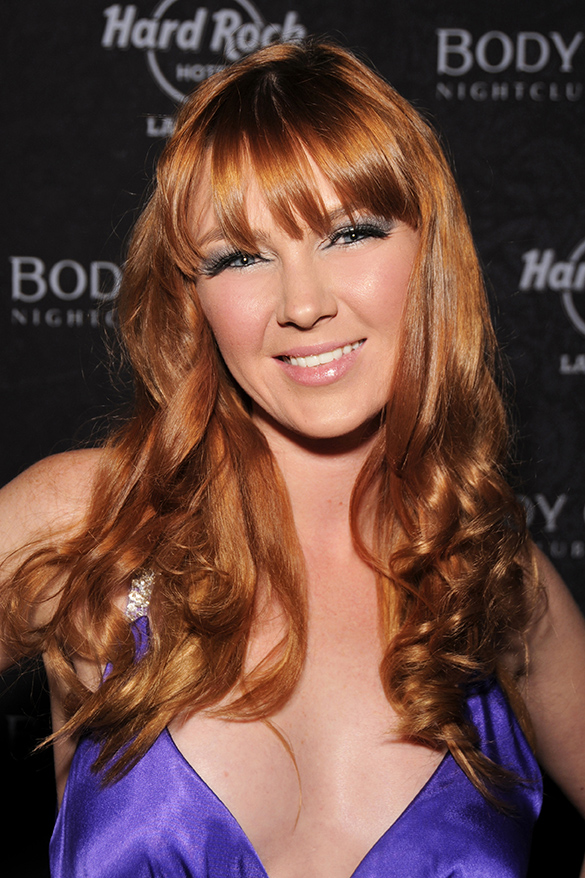
Marie McCray 2014 in Las Vegas

Marie McCray (* 21. Mai 1985 in Indianapolis als Deanna Gwilliams) ist eine amerikanische Pornodarstellerin.

## Karriere
Marie McCray begann im Jahre 2007 ihre Tätigkeit als Darstellerin in pornografischen Filmen in den USA. Auf der Internet Adult Film Database sind für sie bis einschließlich Ende 2019 knapp über 400 „Performer Credits“ hinterlegt. Sie hat dabei in Produktionen von Unternehmen wie 21Sextury, Bang Bros, Brazzers, Digital Playground, Evil Angel, Hustler Video, Jules Jordan Video, Kink.com, Penthouse, Reality Kings, Video Marc Dorcel, Vivid Entertainment Group, Wicked Pictures und Zero Tolerance Entertainment mitgewirkt.
Im Jahr 2014 erhielt sie beim XBIZ Award für ihre Beteiligung an dem Film „Truth Be Told“ eine persönliche Auszeichnung als beste Darstellerin in einer paarorientierten Veröffentlichung („Best Actress – Couples-Themed Release“).

## Filmografie (Auswahl)
- 2008: Hearts & Minds 2: Modern Warfare
- 2008: It’s a Daddy Thing! 5
- 2009: Teens Like It Big 4
- 2009: The Violation of… Kylie Ireland
- 2011: Cuties 2
- 2011: Double Vision 3
- 2011: Jerkoff Material 7
- 2011: Let Me Suck You 3
- 2012: Blow Me Sandwich 15
- 2014: Teens Like It Big 18
- 2014: Tonight’s Girlfriend 34

## Auszeichnungen
XBIZ Award
- 2014: „Best Actress – Couples-Themed Release“ (Truth Be Told)